# Élections européennes de 2019 au Danemark
Les élections européennes de 2019 au Danemark sont les élections des députés de la neuvième législature du Parlement européen, qui se déroulent du 23 mai au 26 mai 2019 dans tous les États membres de l'Union européenne, dont le Danemark où elles ont lieu le 26 mai 2019.
Le 14e élu (Venstre) siège après le Brexit, à compter du 1er février 2020, car le Danemark bénéficie d'un siège supplémentaire, à la suite de la sortie du Royaume-Uni de l'Union européenne.

## Contexte
Au niveau européen, le scrutin intervient dans un contexte inédit. La mandature 2014-2019 a en effet vu intervenir plusieurs événements susceptibles d'influer durablement sur la situation politique européenne, comme le référendum sur l'appartenance du Royaume-Uni à l'Union européenne en 2016, l'arrivée ou la reconduction au pouvoir dans plusieurs pays de gouvernements eurosceptiques et populistes (en Hongrie en 2014, en Pologne en 2015, en Autriche en 2017 et en Italie en 2018) et l'adoption de l'Accord de Paris sur le climat en 2015. Les élections interviennent alors que la Commission européenne est présidée depuis 15 ans par le Parti populaire européen (PPE) ; la Commission sortante, présidée par Jean-Claude Juncker, rassemble des membres du PPE, de l'Alliance des libéraux et des démocrates pour l'Europe et du Parti socialiste européen.
Au Danemark, les élections législatives se tiendront dix jours après le scrutin européen. À la suite des élections générales de 2015, les partis du bloc bleu (de droite) avaient obtenu une très courte majorité au Folketing, avec 90 sièges, contre 89 pour le bloc rouge (de gauche). Depuis 2016, c'est un gouvernement composé du Parti libéral Venstre, du Parti populaire conservateur et de l'Alliance libérale et dirigé par le libéral Lars Løkke Rasmussen qui est au pouvoir.

## Mode de scrutin
Les députés européens danois sont élus au suffrage universel direct par l'ensemble des citoyens de l’UE résidant de façon permanente au Danemark et étant âgés de plus de 18 ans. Le scrutin se tient selon le mode du vote préférentiel, et les sièges sont répartis proportionnellement entre les listes selon la méthode d'Hondt.

## Campagne

### Candidats et partis
| Parti politique | Parti politique                         | Positionnement et idéologie                     | Dirigeant | Parti européen | Députés sortants | Députés sortants |
| Parti politique | Parti politique                         | Positionnement et idéologie                     | Dirigeant | Parti européen | Nombre           | Groupe politique |
| --------------- | --------------------------------------- | ----------------------------------------------- | --------- | -------------- | ---------------- | ---------------- |
|                 | Parti populaire danois (O)              | Droite à extrême droite National-conservatisme  |           |                | 4 / 13           | CRE              |
|                 | Social-démocratie Socialdemokratiet (A) | Centre gauche Social-démocratie                 |           | PSE            | 3 / 13           | S&D              |
|                 | Parti libéral (V)                       | Centre droit Libéral-conservatisme              |           | ALDE           | 1 / 13           | ADLE             |
|                 | Parti populaire socialiste (F)          | Gauche Écosocialisme                            |           | PVE            | 1 / 13           | Verts-ALE        |
|                 | Parti populaire conservateur (C)        | Droite Conservatisme                            |           | PPE            | 1 / 13           | PPE              |
|                 | Parti social-libéral (B)                | Centre gauche Social libéralisme                |           | ALDE           | 2 / 13           | ADLE             |
|                 | Alliance libérale (I)                   | Centre droit Libéralisme                        |           |                | 0 / 13           |                  |
|                 | L'Alternative (Å)                       | Centre gauche Écologie politique                |           | DiEM25         | 0 / 13           |                  |
|                 | Liste de l'unité (Ø)                    | Gauche à extrême gauche Socialisme démocratique |           | MLP            | 0 / 13           |                  |

Le député Jens Rohde a quitté le parti libéral Venstre pour rejoindre le parti social-libéral en cours de mandat.

## Déroulement de la campagne

### Sondages
| Sondeur                | Date             | Ø     | N     | F      | A      | B      | Å     | K     | V      | I     | C     | O      | D     | Autres |
| ---------------------- | ---------------- | ----- | ----- | ------ | ------ | ------ | ----- | ----- | ------ | ----- | ----- | ------ | ----- | ------ |
| Sondeur                | Date             |       |       |        |        |        |       |       |        |       |       |        |       |        |
| YouGov                 | mai 2019         | 6,8 % | 6,0 % | 4,4 %  | 21,4 % | 6,6 %  | 3,9 % | /     | 18,8 % | 5,0 % | 6,0 % | 16,6 % | /     | 4,5 %  |
| Epinion                | 23 avril 2019    | 7,1 % | 6,5 % | 7,2 %  | 25,7 % | 8,9 %  | 2,7 % | /     | 18,4 % | 2,8 % | 4,7 % | 15,9 % | /     | 0,1 %  |
| Norsat                 | 26 mars 2019     | 6,4 % | 5,5 % | 6,1 %  | 23,4 % | 11,7 % | 3,3 % | /     | 19,2 % | 2,7 % | 4,8 % | 15,3 % | /     | 1,6 %  |
| Gallup                 | 14 mars 2019     | 6,4 % | 4,8 % | 7,4 %  | 26,8 % | 8,2 %  | 2,6 % | /     | 21,6 % | 3,1 % | 4,5 % | 14,6 % | /     | /      |
| YouGov                 | 6 janvier 2019   | 8,0 % | 5,3 % | 6,3 %  | 22,5 % | 6,1 %  | 3,6 % | /     | 19,6 % | 4,4 % | 4,8 % | 18,0 % | /     | 1,4 %  |
| Wilke                  | 20 décembre 2018 | 9,2 % | 7,3 % | 7,5 %  | 22,4 % | 7,5 %  | 4,1 % | /     | 18,7 % | 3,5 % | 5,9 % | 13,8 % | /     | 0,1 %  |
| Greens Analyseinstitut | 20 novembre 2018 | 9,6 % | /     | 4,8 %  | 24,6 % | 7,6 %  | 3,8 % | 1,2 % | 19,2 % | 3,1 % | 4,6 % | 17,1 % | 3,8 % | 0,6 %  |
| Élections de 2014      | 25 mai 2014      | 8,1 % | 8,1 % | 10,9 % | 19,1 % | 6,5 %  | /     | /     | 16,7 % | 2,9 % | 9,2 % | 26,6 % | /     | /      |

## Résultats
| Parti ou coalition       | Parti ou coalition                                | Voix      | %     | +/-   | Sièges | +/-           | Groupe    | Groupe |
| ------------------------ | ------------------------------------------------- | --------- | ----- | ----- | ------ | ------------- | --------- | ------ |
|                          | Parti libéral (V)                                 | 648 203   | 23,50 | 6,80  | 4      | 2             | RE        |        |
|                          | Social-démocratie (A)                             | 592 645   | 21,48 | 2,40  | 3      | en stagnation | S&D       |        |
|                          | Parti populaire socialiste (F)                    | 364 895   | 13,23 | 2,20  | 2      | 1             | Verts/ALE |        |
|                          | Parti populaire danois (O)                        | 296 978   | 10,76 | 15,80 | 1      | 3             | ID        |        |
|                          | Parti social-libéral danois (B)                   | 277 929   | 10,07 | 3,60  | 2      | 1             | RE        |        |
|                          | Parti populaire conservateur (C)                  | 170 544   | 6,18  | 2,90  | 1      | en stagnation | PPE       |        |
|                          | Liste de l'unité (Ø)                              | 151 903   | 5,51  | Nv.   | 1      | -             | GUE/NGL   |        |
|                          | Mouvement populaire contre l'Union européenne (N) | 102 101   | 3,70  | 4,40  | 0      | 1             |           |        |
|                          | L'Alternative (Å)                                 | 92 964    | 3,37  | Nv.   | 0      | -             |           |        |
|                          | Alliance libérale (I)                             | 60 693    | 2,20  | 0,70  | 0      | -             |           |        |
|                          |                                                   |           |       |       |        |               |           |        |
| Votes valides            | Votes valides                                     | 2 758 855 | 98,53 |       |        |               |           |        |
| Votes blancs et nuls     | Votes blancs et nuls                              | 82 348    | 4,47  |       |        |               |           |        |
| Total                    | Total                                             | 2 800 029 | 100   | -     | 14     | 1             | -         |        |
| Abstentions              | Abstentions                                       | 1 437 521 | 33,92 |       |        |               |           |        |
| Inscrits / Participation | Inscrits / Participation                          | 4 237 550 | 66,08 |       |        |               |           |        |